# Camelini
Camelini – plemię ssaków z podrodziny Camelinae w obrębie rodziny wielbłądowatych (Camelidae).

## Zasięg występowania
Plemię obejmuje gatunki występujące w stanie dzikim w Azji.

## Podział systematyczny
Do plemienia należy jeden występujący współcześnie rodzaj:
- Camelus Linnaeus, 1758 – wielbłąd

Opisano również kilka rodzajów wymarłych:
- Gigantocamelus E.H. Barbour & Schultz, 1939[14] – jedynym przedstawicielem był Gigantocamelus spatula (Cope, 1893)
- Megacamelus Frick, 1929[15] – jedynym przedstawicielem był Megacamelus merriami (Frick, 1921)
- Megatylopus Matthew & Cook, 1909[16]
- Paracamelus Schlosser, 1903[17]
- Procamelus Leidy, 1858[18]
- Titanotylopus Barbour & Schultz, 1934[19] – jedynym przedstawicielem był Titanotylopus nebraskensis Barbour & Schultz, 1934